# Clásico Ferrocarril Midland-Ituzaingó
El clásico Ferrocarril Midland-Ituzaingó involucra a dos clubes representativos del ascenso argentino localizados de la zona oeste del Gran Buenos Aires, cuyo primer enfrentamiento se registra hace 62 años, el 8 de diciembre de 1962, en cancha de Argentinos Juniors y con victoria de Midland por 3-0.

## Tabla comparativa
Actualizado hasta febrero de 2025
| Observaciones       |                                   |                         |
| ------------------- | --------------------------------- | ----------------------- |
| Nombre completo     | Club Atlético Ferrocarril Midland | Club Atlético Ituzaingó |
| Fecha de fundación  | 28 de junio de 1914               | 1 de abril de 1912      |
| Apodo               | Funebrero                         | León / Verde            |
| Temporadas          |                                   |                         |
| Total en AFA        | 67                                | 66                      |
| en Segunda División | 0                                 | 2                       |
| en Tercera División | 12                                | 11                      |
| en Cuarta División  | 45                                | 41                      |
| en Quinta División  | 11                                | 13                      |
| desafiliado         | -                                 | 1                       |
| Títulos             |                                   |                         |
| Total en AFA        | 3                                 | 3                       |
| en Tercera División | 0                                 | 1                       |
| en Cuarta División  | 1                                 | 0                       |
| en Quinta División  | 2                                 | 2                       |
| Ascensos            |                                   |                         |
| Total en AFA        | 8                                 | 8                       |
| a Segunda División  | 0                                 | 1                       |
| a Tercera División  | 5                                 | 4                       |
| a Cuarta División   | 3                                 | 3                       |

## Historial
El historial cuenta con 50 partidos, siendo actualmente uno de los clásicos más tradicionales que se disputa en la Primera C.
Último partido: 30 de agosto de 2021.
Midland 1-1 Ituzaingó.
| Partidos jugados | Ganados por Midland | Ganados por Ituzaingó | Empates | Goles de Midland | Goles de Ituzaingó |
| ---------------- | ------------------- | --------------------- | ------- | ---------------- | ------------------ |
| 50               | 13                  | 23                    | 14      | 67               | 78                 |

## Partidos jugados
Resultados registrados en todos los torneos oficiales de AFA.
| #  | Torneo            | Ronda  | Estadio                                                                                        | Local                                                                                          | Resultado                                                                                      | Visitante                                                                                      | Goles (L)                                                                                      | Goles (V)                                                                                      |
| -- | ----------------- | ------ | ---------------------------------------------------------------------------------------------- | ---------------------------------------------------------------------------------------------- | ---------------------------------------------------------------------------------------------- | ---------------------------------------------------------------------------------------------- | ---------------------------------------------------------------------------------------------- | ---------------------------------------------------------------------------------------------- |
| 1  | Primera D 1962    | FF 4   | Argentinos Juniors                                                                             | Ferrocarril Midland                                                                            | 3-0                                                                                            | Ituzaingó                                                                                      | ?                                                                                              |                                                                                                |
| 2  | Primera D 1964    | ZN 2   | Ituzaingó                                                                                      | Ituzaingó                                                                                      | 4-2                                                                                            | Ferrocarril Midland                                                                            | Julio Husaín (2); Aguirre (2, 2p)                                                              | Bossio; Strefessa; Vitti                                                                       |
| 3  | Primera D 1964    | ZN 13  | Ferrocarril Midland                                                                            | Ferrocarril Midland                                                                            | 1-1                                                                                            | Ituzaingó                                                                                      | Beneventano                                                                                    | Leiva                                                                                          |
| 4  | Primera D 1964    | FF 3   | Ant. Deportivo Morón                                                                           | Ituzaingó                                                                                      | 2-1                                                                                            | Ferrocarril Midland                                                                            | ?                                                                                              | ?                                                                                              |
| 5  | Primera D 1965    | ZN ?   | Ferrocarril Midland                                                                            | Ferrocarril Midland                                                                            | 1-2                                                                                            | Ituzaingó                                                                                      | ?                                                                                              | ?                                                                                              |
| 6  | Primera D 1965    | ZN ?   | Ituzaingó                                                                                      | Ituzaingó                                                                                      | 0-1                                                                                            | Ferrocarril Midland                                                                            |                                                                                                | ?                                                                                              |
| 7  | Primera D 1966    | ZN ?   | Ferrocarril Midland                                                                            | Ferrocarril Midland                                                                            | 6-2                                                                                            | Ituzaingó                                                                                      | ?                                                                                              | ?                                                                                              |
| 8  | Primera D 1966    | ZN ?   | Ituzaingó                                                                                      | Ituzaingó                                                                                      | 0-2                                                                                            | Ferrocarril Midland                                                                            |                                                                                                | ?                                                                                              |
| 9  | Primera D 1967    | ZN ?   | Ferrocarril Midland                                                                            | Ferrocarril Midland                                                                            | 3-3                                                                                            | Ituzaingó                                                                                      | ?                                                                                              | ?                                                                                              |
| 10 | Primera D 1967    | ZN ?   | Ituzaingó                                                                                      | Ituzaingó                                                                                      | 2-0                                                                                            | Ferrocarril Midland                                                                            | ?                                                                                              |                                                                                                |
| 11 | Primera D 1977    | ZN ?   | Ferrocarril Midland                                                                            | Ferrocarril Midland                                                                            | 0-0                                                                                            | Ituzaingó                                                                                      |                                                                                                |                                                                                                |
| 12 | Primera D 1977    | ZN ?   | Ituzaingó                                                                                      | Ituzaingó                                                                                      | 2-3                                                                                            | Ferrocarril Midland                                                                            | ?                                                                                              | ?                                                                                              |
| 13 | Primera D 1977    | RF ?   | Ferrocarril Midland                                                                            | Ferrocarril Midland                                                                            | 2-3                                                                                            | Ituzaingó                                                                                      | ?                                                                                              | ?                                                                                              |
| 14 | Primera D 1978    | ZN ?   | Ferrocarril Midland                                                                            | Ferrocarril Midland                                                                            | 1-1                                                                                            | Ituzaingó                                                                                      | ?                                                                                              | ?                                                                                              |
| 15 | Primera D 1978    | ZN ?   | Ituzaingó                                                                                      | Ituzaingó                                                                                      | 1-4                                                                                            | Ferrocarril Midland                                                                            | ?                                                                                              | ?                                                                                              |
| 16 | Primera D 1978    | RF ?   | Ituzaingó                                                                                      | Ituzaingó                                                                                      | 3-3                                                                                            | Ferrocarril Midland                                                                            | ?                                                                                              | ?                                                                                              |
| 17 | Primera D 1979    | ZN 9   | Ituzaingó                                                                                      | Ituzaingó                                                                                      | 2-0                                                                                            | Ferrocarril Midland                                                                            | ?                                                                                              | ?                                                                                              |
| 18 | Primera D 1979    | ZN 18  | Ferrocarril Midland                                                                            | Ferrocarril Midland                                                                            | 2-3                                                                                            | Ituzaingó                                                                                      | ?                                                                                              | ?                                                                                              |
| 19 | Primera D 1979    | RF 11  | Ituzaingó                                                                                      | Ituzaingó                                                                                      | 2-1                                                                                            | Ferrocarril Midland                                                                            | ?                                                                                              | ?                                                                                              |
| 20 | Primera D 1980    | ZA 4   | Ferrocarril Midland                                                                            | Ferrocarril Midland                                                                            | 1-2                                                                                            | Ituzaingó                                                                                      | ?                                                                                              | ?                                                                                              |
| 21 | Primera D 1980    | ZA 13  | Ituzaingó                                                                                      | Ituzaingó                                                                                      | 2-0                                                                                            | Ferrocarril Midland                                                                            | ?                                                                                              |                                                                                                |
| 22 | Primera D 1980    | RF 13  | Ituzaingó                                                                                      | Ituzaingó                                                                                      | 5-1                                                                                            | Ferrocarril Midland                                                                            | ?                                                                                              | ?                                                                                              |
| 23 | Primera D 1981    | ZA 1   | Ferrocarril Midland                                                                            | Ferrocarril Midland                                                                            | 3-2                                                                                            | Ituzaingó                                                                                      | ?                                                                                              | ?                                                                                              |
| 24 | Primera D 1981    | ZA 16  | Ituzaingó                                                                                      | Ituzaingó                                                                                      | 2-0                                                                                            | Ferrocarril Midland                                                                            | De Valentin; Navedo                                                                            |                                                                                                |
| 25 | Primera D 1982    | ZA 8   | Ferrocarril Midland                                                                            | Ferrocarril Midland                                                                            | 0-0                                                                                            | Ituzaingó                                                                                      |                                                                                                |                                                                                                |
| 26 | Primera D 1982    | ZA 21  | Ituzaingó                                                                                      | Ituzaingó                                                                                      | 2-2                                                                                            | Ferrocarril Midland                                                                            | ?                                                                                              | ?                                                                                              |
| 27 | Primera C 1995/96 | Ap. 17 | Ituzaingó                                                                                      | Ituzaingó                                                                                      | 2-0                                                                                            | Ferrocarril Midland                                                                            | Rubén Parada (2)                                                                               |                                                                                                |
| 28 | Primera C 1995/96 | Cl. 17 | Ferrocarril Midland                                                                            | Ferrocarril Midland                                                                            | 0-1                                                                                            | Ituzaingó                                                                                      |                                                                                                | Pedro Rodríguez                                                                                |
| 29 | Primera C 1997/98 | Ap. 2  | Ferrocarril Midland                                                                            | Ferrocarril Midland                                                                            | 0-1                                                                                            | Ituzaingó                                                                                      |                                                                                                | Javier Cordone                                                                                 |
| 30 | Primera C 1997/98 | Cl. 2  | Ituzaingó                                                                                      | Ituzaingó                                                                                      | 1-0                                                                                            | Ferrocarril Midland                                                                            | Oscar Ledesma                                                                                  |                                                                                                |
| 31 | Primera C 1999/00 | 1      | Ituzaingó                                                                                      | Ituzaingó                                                                                      | 1-1                                                                                            | Ferrocarril Midland                                                                            | Fredy Vera                                                                                     | Agustín Pizzichini                                                                             |
| 32 | Primera C 1999/00 | 18     | Ferrocarril Midland                                                                            | Ferrocarril Midland                                                                            | 2-6                                                                                            | Ituzaingó                                                                                      | Diego Rodríguez; Freddy Nell Ceriani                                                           | Diego Fernández; Freddy Vera; Marcelo Caviglia (2); Víctor Frete; Marcelo Zárate               |
| 33 | Primera C 2000/01 | Ap. 5  | Ferrocarril Midland                                                                            | Ferrocarril Midland                                                                            | 0-3                                                                                            | Ituzaingó                                                                                      |                                                                                                | Aldo Bazán; Marcelo Caviglia (2)                                                               |
| 34 | Primera C 2000/01 | Cl. 5  | Ituzaingó                                                                                      | Ituzaingó                                                                                      | 2-1                                                                                            | Ferrocarril Midland                                                                            | Santiago Bernabeu; Diego Martínez                                                              | Diego Rodríguez                                                                                |
| 35 | Primera D 2005/06 | Ap. 7  | Ferrocarril Midland                                                                            | Ferrocarril Midland                                                                            | 0-0                                                                                            | Ituzaingó                                                                                      |                                                                                                |                                                                                                |
| 36 | Primera D 2005/06 | Cl. 7  | Ituzaingó                                                                                      | Ituzaingó                                                                                      | 2-0                                                                                            | Ferrocarril Midland                                                                            | Sergio Sanfilippo (2)                                                                          |                                                                                                |
| 37 | Primera D 2007/08 | 17     | Ferrocarril Midland                                                                            | Ferrocarril Midland                                                                            | 2-2                                                                                            | Ituzaingó                                                                                      | Rubén Trejo (p); Damián Solferino                                                              | Oscar Ibáñez; Javier Páez                                                                      |
| 38 | Primera D 2007/08 | 34     | Ituzaingó                                                                                      | Ituzaingó                                                                                      | 3-2                                                                                            | Ferrocarril Midland                                                                            | Diego Ayoroa; Ignacio Pérez; Marcos Zampini                                                    | Damián Solferino; Sebastián Ortega                                                             |
| 39 | Primera D 2007/08 | 4°F    | Ferrocarril Midland                                                                            | Ferrocarril Midland                                                                            | 3-1                                                                                            | Ituzaingó                                                                                      | Rubén Trejo (2, 1p); Daniel Infrán                                                             | Hernán García                                                                                  |
| 40 | Primera D 2008/09 | 3      | Ferrocarril Midland                                                                            | Ferrocarril Midland                                                                            | 2-2                                                                                            | Ituzaingó                                                                                      | Rodrigo Trejo; Mariano Martínez                                                                | Leandro Gabre; Nicolás Carloni                                                                 |
| 41 | Primera D 2008/09 | 20     | Ituzaingó                                                                                      | Ituzaingó                                                                                      | 0-3                                                                                            | Ferrocarril Midland                                                                            |                                                                                                | Rodrigo Trejo; Fernando Bianchi; Lucas Buono                                                   |
| 42 | Primera C 2013/14 | 14     | Ferrocarril Midland                                                                            | Ferrocarril Midland                                                                            | 2-1                                                                                            | Ituzaingó                                                                                      | Mariano Romero; Andrés Siena                                                                   | Bruno Rodríguez                                                                                |
| 43 | Primera C 2013/14 | 33     | Sportivo Italiano                                                                              | Ituzaingó                                                                                      | 0-0                                                                                            | Ferrocarril Midland                                                                            |                                                                                                |                                                                                                |
| 44 | Primera C 2017/18 | 4      | Ituzaingó                                                                                      | Ituzaingó                                                                                      | 1-1                                                                                            | Ferrocarril Midland                                                                            | Marcos Zampini                                                                                 | Gonzalo Vivanco                                                                                |
| 45 | Primera C 2017/18 | 23     | Ferrocarril Midland                                                                            | Ferrocarril Midland                                                                            | 0-2                                                                                            | Ituzaingó                                                                                      |                                                                                                | Bruno Volpi; Damián Anriquez                                                                   |
| 46 | Primera C 2018/19 | 6      | Ferrocarril Midland                                                                            | Ferrocarril Midland                                                                            | 2-0                                                                                            | Ituzaingó                                                                                      | Gonzalo Vivanco (2)                                                                            |                                                                                                |
| 47 | Primera C 2018/19 | 25     | Ituzaingó                                                                                      | Ituzaingó                                                                                      | 0-0                                                                                            | Ferrocarril Midland                                                                            |                                                                                                |                                                                                                |
| 48 | Primera C 2019/20 | Ap. 15 | Ferrocarril Midland                                                                            | Ferrocarril Midland                                                                            | 0-1                                                                                            | Ituzaingó                                                                                      |                                                                                                | Alejandro Benítez                                                                              |
| -  | Primera C 2019/20 | Cl. 15 | No hubo partido revancha debido a la cancelación del torneo a causa de la pandemia de covid-19 | No hubo partido revancha debido a la cancelación del torneo a causa de la pandemia de covid-19 | No hubo partido revancha debido a la cancelación del torneo a causa de la pandemia de covid-19 | No hubo partido revancha debido a la cancelación del torneo a causa de la pandemia de covid-19 | No hubo partido revancha debido a la cancelación del torneo a causa de la pandemia de covid-19 | No hubo partido revancha debido a la cancelación del torneo a causa de la pandemia de covid-19 |
| 49 | Primera C 2021    | Ap. 7  | Ituzangó                                                                                       | Ituzaingó                                                                                      | 2-1                                                                                            | Ferrocarril Midland                                                                            | Alcides Miranda Moreira; Alejandro Benítez                                                     | Juan Vera Borda                                                                                |
| 50 | Primera C 2021    | Cl. 7  | Ferrocarril Midland                                                                            | Ferrocarril Midland                                                                            | 1-1                                                                                            | Ituzaingó                                                                                      | Juan Vera Borda                                                                                | Alejandro Benítez                                                                              |

## En ambos clubes
- Mario Di Cecco[23]
- Sergio Dopozo[24]
- Cristian Infrán[25]
- Emilio Lamberti[26]
- Mariano Marchese[27]
- Brian Medina[28]
- Ángel Ríos[29]
- Santiago Santos[30]

## Concordancias
- Ambos clubes compitieron en la "Liga del Oeste" que se nutría de equipos localizados en el oeste del área metropolitana del Gran Buenos Aires. Allí nació la rivalidad entre las dos instituciones.[31]
- Ambos clubes se afiliaron a la Asociación de Fútbol Argentino en 1961.
- Ambos clubes aventajan en el historial a los clásicos de la zona, Club Social y Deportivo Merlo y Club Atlético Argentino (Merlo)